# 고네촌
고네촌(神根村)은 오카야마현 와케군에 있던 촌이다. 현재의 비젠시의 일부에 해당한다.

## 역사
- 1889년 6월 1일 - 정촌제 시행에 의해 와케군 고네촌이 발족하였다.
- 1929년 - 소작쟁의가 일어나 소작료 일정 감면·소작권의 원칙 승인이 확인되어 1933년에 종결되었다
- 1954년 3월 1일 - 요시나가정, 고네촌과 합병해 새로운 요시나가정이 발족하여 폐지되었다.

## 참고문헌
- 角川日本地名大辞典 33 岡山県
- 『市町村名変遷辞典』東京堂出版、1990年。